# 종정 (관직)
종정(宗正)은 중국의 관직명이다.

## 진, 전한
구경의 하나이다. 진나라의 직관에서 시작했다. 황실친족을 관할하고 승(丞)을 1명 배치했다. 전한에서도 이를 계승하여 설치했고, 한평제 원시 4년(4년)에 종백(宗伯)으로 개칭했다. 속관에는 이하의 것들이 있다.
- 사공령(司空令) - 사공승(司空丞)
- 내관장(內官長) - 내관승(內官丞)
- 공주가령(公主家令)
- 문위(門尉)

신나라의 왕망 시대에는 종백의 관할부문은 질종(秩宗, 전한의 태상)에 흡수되었다.

## 후한
후한에서는 종정으로 되돌렸다. 정원은 1명인데 질록은 2,000석 이상이다. 왕국의 적서의 서열을 관할하고 제종실의 친함의 멀고 가까움, 군국(郡国)의 존속년을 종실의 명부에 기입하였다. 그러나 황족의 어른이 법을 어긴 경우에는 우선 종정이 자문함으로써 처벌했다. 승(丞)은 1명 배치했고, 질록은 600~1,000석이었다. 속관인 공주가령(公主家令)은 각 가(家)에 1명 배치했고 질록은 600석이었다. 각각에 승(丞)을 1명 배치했고 질록은 300석이었다.

## 참고 문헌
- 반고『한서』표제7상「백관공경표」上